# 26 november
26 november är den 330:e dagen på året i den gregorianska kalendern (331:a under skottår). Det återstår 35 dagar av året.

## Namnsdagar

### I den svenska almanackan
- Nuvarande – Linus
- Föregående i bokstavsordning
  - Konrad – Namnet förekom före 1778 tidvis på dagens datum, men flyttades detta år till 12 november och har funnits där sedan dess.
  - Linus – Namnet fanns, till minne av påven med detta namn, på dagens datum före 1901, då det utgick. 1986 återinfördes det på 20 januari, men flyttades 1993 tillbaka till dagens datum och har funnits där sedan dess.
  - Love – Namnet infördes 1986 på 3 december, men flyttades 1993 till dagens datum och 2001 till 2 oktober.
  - Torkel – Namnet infördes på dagens datum 1901, men flyttades 1993 till 26 februari, där det har funnits sedan dess.
  - Torleif – Namnet infördes på dagens datum 1986, men flyttades 1993 till 19 oktober och 2001 till 9 mars.
- Föregående i kronologisk ordning
  - Före 1778 – Linus och Konrad
  - 1778–1900 – Linus
  - 1901–1985 – Torkel
  - 1986–1992 – Torkel och Torleif
  - 1993–2000 – Linus och Love
  - Från 2001 – Linus
- Källor
  - Brylla, Eva (red.). Namnlängdsboken. Gjøvik: Norstedts ordbok, 2000 ISBN 917227204X
  - af Klintberg, Bengt. Namnen i almanackan. Gjøvik: Norstedts ordbok, 2001 ISBN 9172272929

### Finlandssvenska almanackan
- Nuvarande från 1929[1] – Dagmar
- I föregående revideringar[a][2]
  - inga ändringar sedan 1929

## Händelser
- 43 f.Kr. – Andra triumviratet mellan Octavianus (sedermera kejsar Augustus), Lepidus och Marcus Antonius bildas i romerska riket.
- 579 – Sedan Benedictus I har avlidit den 30 juli väljs Pelagius II till påve.
- 1621 – Thanksgiving firas för första gången i USA.
- 1751 – Adolf Fredrik kröns till Sveriges kung i Storkyrkan i Stockholm.
- 1778 – Kapten James Cook blir den första europé som besöker ön Maui på Hawaii.
- 1832 – Den första spårvagnslinjen i New York invigs, sträckan Prince Street–14:e gatan.
- 1867 – Mrs Lily Maxwell från Manchester röstar i det brittiska parlamentsvalet. Hon har hamnat i röstlängden av misstag och får eskorteras av vakter som skyddar henne från att lynchas av motståndare till kvinnlig rösträtt.
- 1924 – Mongoliska folkrepubliken utropas.[3]
- 1942 – Filmen Casablanca har premiär i USA.
- 2018 – Efter en sex månaders resa har NASA:s rymdfarkost Insight landat på Mars.[4]

## Födda
- 1609 – Henrietta Maria av Frankrike, drottning av England, Skottland och Irland 1625–1649 (gift med Karl I) (född denna eller föregående dag).
- 1827 – Alfred Moore Scales, amerikansk demokratisk politiker och militär, guvernör i North Carolina 1885–1889.
- 1830 – Horace Tabor, amerikansk republikansk politiker och affärsman.
- 1832 – Mary Edwards Walker, amerikansk abolitionist, nykterhetsaktivist och kvinnorättsaktivist.
- 1845 – Johan August Ekman, svensk biskop i Västerås stift 1898–1900 och ärkebiskop 1900–1913.
- 1864 – Herman Gorter, nederländsk poet och filosof.
- 1867 – Halvord Lydell, svensk privatlärare.
- 1869 – Maud av Storbritannien, drottning av Norge 1905–1938, gift med Haakon VII.
- 1871 – Pat Morris Neff, amerikansk politiker.
- 1885 – Heinrich Brüning, tysk politiker, rikskansler 1930–1932.
- 1894 – Norbert Wiener, amerikansk professor i tillämpad och teoretisk matematik.
- 1898 – Karl Ziegler (kemist), tysk ingenjör och kemist, mottagare av Nobelpriset i kemi 1963.
- 1907 – Frances Dee, amerikansk skådespelare.
- 1910 – Cyril Cusack, irländsk skådespelare.
- 1912
  - Hans Schreiber, dansk kompositör.
  - Gunnar Sønstevold, norsk kompositör, arrangör av filmmusik.
- 1919 – Frederik Pohl, amerikansk science fiction-författare.
- 1921 – Gertrud Fridh, svensk skådespelare.
- 1922 – Charles M. Schulz, amerikansk serietecknare.
- 1926 – Rabi Ray, indisk politiker, talman i Lok Sabha 1989–1991.
- 1931 – Adolfo Pérez Esquivel, argentinsk människorättsaktivist, mottagare av Nobels fredspris 1980.
- 1939
  - Abdullah Ahmad Badawi, Malaysias premiärminister 2003–2009.
  - Tina Turner, amerikansk sångare.
- 1940 – Curt Lindström (tränare), ishockeytränare, VM-guld med Tre Kronor och kopia av Svenska Dagbladets guldmedalj 1987, VM-guld med Finland 1995.
- 1943 – Marilynne Robinson, amerikansk essäist och romanförfattare.
- 1944 – Helena Kallenbäck, svensk skådespelare.
- 1945 – Björn von Sydow, svensk socialdemokratisk politiker, försvarsminister 1997–2002, riksdagens talman 2002–2006.
- 1948
  - Elizabeth Blackburn, amerikansk biolog, mottagare av Nobelpriset i fysiologi eller medicin 2009.
  - Claes Elfsberg, svensk journalist.
- 1950 – Bengt Magnusson, svensk journalist, nyhetspresentatör och programledare.
- 1951
  - Ilona Staller, (Cicciolina) italiensk politiker och porrfilmsstjärna.
  - Bruno K. Öijer, svensk författare.
- 1953 – Hilary Benn, brittisk parlamentsledamot för Labour.
- 1958 – Steve Buyer, amerikansk republikansk politiker.
- 1960 – Jack Markell, amerikansk demokratisk politiker, guvernör i Delaware 2009–2017.
- 1961 – Tom Carroll, australiensisk vindsurfare.
- 1962 – Hannes Holm, svensk regissör och manusförfattare.
- 1968 – Ruben Eliassen, norsk författare och illustratör.
- 1970 – Ulric Björklund, svensk operasångare.
- 1973
  - Peter Facinelli, amerikansk skådespelare.
  - Marcus Öhrn, svensk musiker och dokusåpadeltagare.
  - Berndt Joakim Haldin, finlandssvensk regissör, producent och programledare.
- 1977 – Hanna Marklund, svensk fotbollsspelare. VM-silver 2003.
- 1978 – David Håkansson, professor i svenska språket, ledamot av Svenska Akademien 2023-.
- 1980 – Jessica Bowman, amerikansk skådespelare.
- 1981 – Natasha Bedingfield, brittisk sångare.
- 1984 – Antonio Puerta, spansk fotbollsspelare.

## Avlidna
- 399 – Siricius, påve
- 1252 – Blanche av Kastilien, ”drottning av England” 1216–1217 och av Frankrike 1223–1226 (gift med Ludvig VIII)
- 1326 – Hugh Despenser den yngre, engelsk riddare, Edvard II av Englands gunstling
- 1770 – Abraham Hülphers den äldre, svensk tidig industriman och politiker
- 1807 – Oliver Ellsworth, amerikansk politiker och jurist, chefsdomare i USA:s högsta domstol
- 1808 – Richard Potts, amerikansk jurist och politiker, senator (Maryland)
- 1822 – Karl August von Hardenberg, preussisk statsman
- 1829 – Thomas Buck Reed, amerikansk politiker, senator (Mississippi)
- 1861 – Wilhelm Hensel, tysk målare
- 1882 – Otto Theodor von Manteuffel, preussisk friherre och statsman
- 1899 – Thomas Tipton, amerikansk politiker, senator (Nebraska)
- 1910 – Johan Eric Ericsson, svensk lantbrukare och politiker (liberal)
- 1913 – Rufus W. Cobb, amerikansk politiker, guvernör i Alabama
- 1925 – Magnus Enckell, finländsk konstnär
- 1940 – Ivar F. Andrésen, norsk operasångare (basbaryton)
- 1946 – Albert G. Schmedeman, amerikansk demokratisk politiker och diplomat, guvernör i Wisconsin
- 1950 – Hedwig Courths-Mahler, tysk författare
- 1952 – Sven Hedin, svensk forskningsresande, författare, ledamot av Svenska Akademien
- 1956 – Tommy Dorsey, amerikansk jazztrombonist och storbandsledare
- 1967 – Leonid Lavrovskij, rysk dansare och koreograf
- 1970 – Sigfrid Siwertz, svensk författare och ledamot av Svenska Akademien
- 1971 – Bengt Ekerot, svensk skådespelare och regissör
- 1980 – Rachel Roberts, brittisk skådespelare
- 1981 – Hans Theselius, svensk musiker
- 1984 – Bernard Lonergan, kanadensisk jesuit och religionsfilosof
- 1989 – Gunnar Hedlund, svensk politiker, partiledare för Centerpartiet 1949–1971
- 1993 – Jarl Hjalmarson, svensk politiker, partiledare för Högerpartiet 1950–1961
- 1999 – Elise Adelsköld, svensk bibliotekschef
- 2004 – Philippe de Broca, fransk regissör och manusförfattare
- 2006 – Isaac Gálvez, spansk cyklist
- 2007 – Marit Allen, brittisk modejournalist och kostymör
- 2008
  - Edna Parker, amerikansk tidigare lärarinna, världens äldsta person
  - Robert John Partridge, brittisk musikjournalist
- 2011 – Chukwuemeka Odumegwu Ojukwu, nigeriansk upprorsledare (Biafra)
- 2012 – Joseph Murray, amerikansk kirurg som utförde världens första njurtransplantation, mottagare av Nobelpriset i fysiologi eller medicin 1990
- 2014 – Sabah, libanesisk sångare och skådespelare
- 2018 – Bernardo Bertolucci, italiensk filmregissör, manusförfattare och skådespelare
- 2020 – Eva Kotamanidou, grekisk skådespelare
- 2021 – Stephen Sondheim, amerikansk kompositör och textförfattare
- 2024 – Katinka Faragó, svensk scripta och filmproducent

### Fotnoter
1. ↑  ”Universitetets namnsdagsalmanacka - Universitetets almanacksbyrå”. almanakka.helsinki.fi. Helsingfors universitet. https://almanakka.helsinki.fi/sv/kalender-2025/. Läst 22 februari 2025.
2. ↑  ”Namnsdagsrevideringar - Universitetets almanacksbyrå”. almanakka.helsinki.fi. Helsingfors universitet. https://almanakka.helsinki.fi/sv/namnsdagar/namnsdagsrevideringar.html. Läst 3 oktober 2020.
3. ↑  ”Mongolia” (på engelska). World Statesmen. http://worldstatesmen.org/Mongolia.htm. Läst 9 november 2012.
4. ↑  https://www.nyteknik.se/innovation/nu-har-nasas-rymdsond-landat-pa-mars-6940393